# Мокрая Песковатка
Мокрая Песковатка (Песковатка) — река, левый приток Медведицы, протекает по территории Жирновского района Волгоградской области и Лысогорского района Саратовской области в России. Длина реки — 14 км, площадь водосборного бассейна — 104 км².

## Описание
Мокрая Песковатка начинается к югу от села Песковка. Генеральным направлением течения реки является север. Около урочища Заповедник в лесу Заповедь впадает в Медведицу на высоте 113 м над уровнем моря.

## Данные водного реестра
По данным государственного водного реестра России относится к Донскому бассейновому округу, водохозяйственный участок реки — Медведица от истока до впадения реки Терса, речной подбассейн реки — Дон между впадением Хопра и Северского Донца. Речной бассейн реки — Дон (российская часть бассейна).
Код объекта в государственном водном реестре — 05010300112107000008573.